# بانيجاي للأطفال والعائلة
بانيجاي للأطفال والعائلة (المعروفة سابقًا باسم زودياك كيدز واستوديوهات زودياك كيدز)، هي شركة إنتاج تلفزيوني فرنسية عالمية مقرها في نويي سور سين أنتجت عروض حية ورسومات كرتونية للأطفال وهي تابعة لمجموعة بانيجاي. أشهر العروض التي تشتهر بها هي مغامرات مارتن والجاسوسات !. تأسست الشركة في الأصل من قبل أوليفييه بريموند وباسكال بريتون في فبراير 1990 ، وانضم فينسنت شالفون ديمرساي إلى الفريق في عام 1999 لتطوير برمجة الرسوم المتحركة في ماراثون ، إلى جانب ديفيد ميشيل. [
تُدبل العروض على الفرنسية واليابانية والإنجليزية والتايلاندية والألمانية والهولندية والماليزية والعربية والإيطالية والرومانية والإسبانية والبرتغالية والصربية ولغات أخرى مدبلجة ومعروضة حول العالم.
استحوذت Zodiak Media Group على Marathon Media Group في عام 2008 وأعادت تسميتها باسم Marathon Media. في فبراير 2016 ، تم دمج Zodiak Media مع مجموعة Banijay ، [2] تم دمج Marathon Media في Zodiak Kids في هذه العملية.

## ماراثون الدولية
الآن ، قامت Marathon International بتوزيع البرامج من Marathon والمنتجين الآخرين في أوروبا وأمريكا الشمالية وإسرائيل مثل Sunset Presse و Millésime و Zoom-Zoom و EMS و Pixcom و Graceful و Alizé و Storm و CMJ و Vox و RCN و Donna Productions ، Arc Pictures و Humble Productions و IBA و Modom و Saint Thomas و Maison Carrée و Ugo Prod و Two Cats.

## الرسوم المتحركة
هذه هي سلسلة الرسوم المتحركة التي تنتجها Marathon Production:
The Mozart Band (1995) (إنتاج مشترك مع BRB International و Wang Film Productions)
- كاساي وليوك (1997)
- العالم السري لسانتا كلوز (1997)
- المحاربون الأسطوريون: حراس الأسطورة (1998-2000)
- مارسوبيلامي (2000-2012)
- جواسيس تماما! (2001-2013) (إنتاج مشترك مع Image Entertainment Corporation)
- مهمة الأوديسة (2002-2003)
- مارتن ميستيري (2003-2006) (إنتاج مشترك مع Image Entertainment Corporation و Rai Fiction)
- LazyTown (2004-2014) (الفرنسية فقط)
- بيتي الذري (2004-2008) (الموسم 3 فقط)
- فريق جالاكسي (2006-2007)
- شون ذا شيب (2007 - مستمر) (الفرنسية فقط)
- الشهيرة 5: في القضية (2008)
- نادي مونستر بوستر (2008-2009)
- جورميتي (2008-2011)
- The Spiez المذهل! (2009-2012) (إنتاج مشترك مع Image Entertainment Corporation و TF1 و Teletoon و Telifilm Canada و Canal J)
- كتاب الأدغال (2010-2016)
- ريكيت الأرنب (2011-2013)
- Redakai: قهر Kairu (2011-2013)
- LoliRock (2014-مستمر) [3]
- احصل على بليك! (2015 - مستمر) (إنتاج مشترك مع Nickelodeon)
- لغز
- الأنانية (الإنتاج المشترك مع فرنسا 3)
- Undercover Spirit (الإنتاج المشترك مع Studio 71)

## دراما
هذه هي المسلسلات الدرامية التي تنتجها Marathon Production:
15 / حب

## الافلام الوثائقية
هذه هي الأفلام الوثائقية التي تنتجها Marathon Production:
- ولد البرية
- ولد العالم

## روابط خارجية
- استوديوهات زودياك كيدز على موقع IMDb (الإنجليزية)